# C/2009 R1 (McNaught)
C/2009 R1 (McNaught) – kometa jednopojawieniowa, najprawdopodobniej pochodząca spoza Układu Słonecznego. 

## Odkrycie
Kometa została odkryta 9 września 2009 roku przez Roberta McNaughta (Siding Spring Observatory, Australia). W nazwie znajduje się zatem nazwisko odkrywcy.

## Orbita komety i właściwości fizyczne
Orbita komety C/2009 R1 (McNaught) ma kształt hiperboli o mimośrodzie 1,0004. Jej peryhelium znajduje się w odległości 0,4 j.a., a nachylenie do ekliptyki to wartość 77,03˚.
Jądro tej komety ma rozmiary kilku-kilkunastu km.

## Obserwacje komety
Od połowy czerwca do pierwszych dni lipca 2010 roku kometa ta była widoczna gołym okiem. Na sferze niebieskiej znajdowała się jednak dość blisko Słońca, co znacząco utrudniało obserwacje.